# Ajtoski prochod
Ajtoski prochod (bulgariska: Айтоски проход) är ett bergspass i Bulgarien.   Det ligger i regionen Burgas, i den östra delen av landet, 300 kilometer öster om huvudstaden Sofia. Ajtoski prochod ligger 300 meter över havet.
Terrängen runt Ajtoski prochod är huvudsakligen kuperad, men åt sydost är den platt. Terrängen runt Ajtoski prochod sluttar söderut. Närmaste större samhälle är Ajtos, 5,7 kilometer söder om Ajtoski prochod. 
Trakten runt Ajtoski prochod består till största delen av jordbruksmark. Runt Ajtoski prochod är det ganska tätbefolkat, med 67 invånare per kvadratkilometer.